# Meganomia andersoni
Meganomia andersoni är en biart som först beskrevs av Meade-waldo 1916.  Meganomia andersoni ingår i släktet Meganomia och familjen sommarbin. Inga underarter finns listade i Catalogue of Life.